# Liebenburg
Liebenburg település Németországban, azon belül Alsó-Szászország tartományban. Lakosainak száma 7653 fő (2023. december 31.).

## Népesség
A település népességének változása:
| Lakosok száma | 4464 | 5727 | 6167 | 13 700 | 11 143 | 9502 | 9693 | 8620 | 7879 | 7653 |
|               | 1821 | 1885 | 1933 | 1950   | 1968   | 1985 | 2000 | 2011 | 2019 | 2023 |